# Isochaetides suspectus
Isochaetides suspectus är en ringmaskart som beskrevs av Sokolskaya 1964. Isochaetides suspectus ingår i släktet Isochaetides och familjen glattmaskar. Inga underarter finns listade i Catalogue of Life.